# Fontaine de Munster
La fontaine de Munster est un monument historique situé à Munster, dans le département français du Haut-Rhin.

## Localisation
Cette construction est située place du Marché à Munster.

## Historique
L'édifice fait l'objet d'une inscription au titre des monuments historiques depuis 1985.

## Architecture

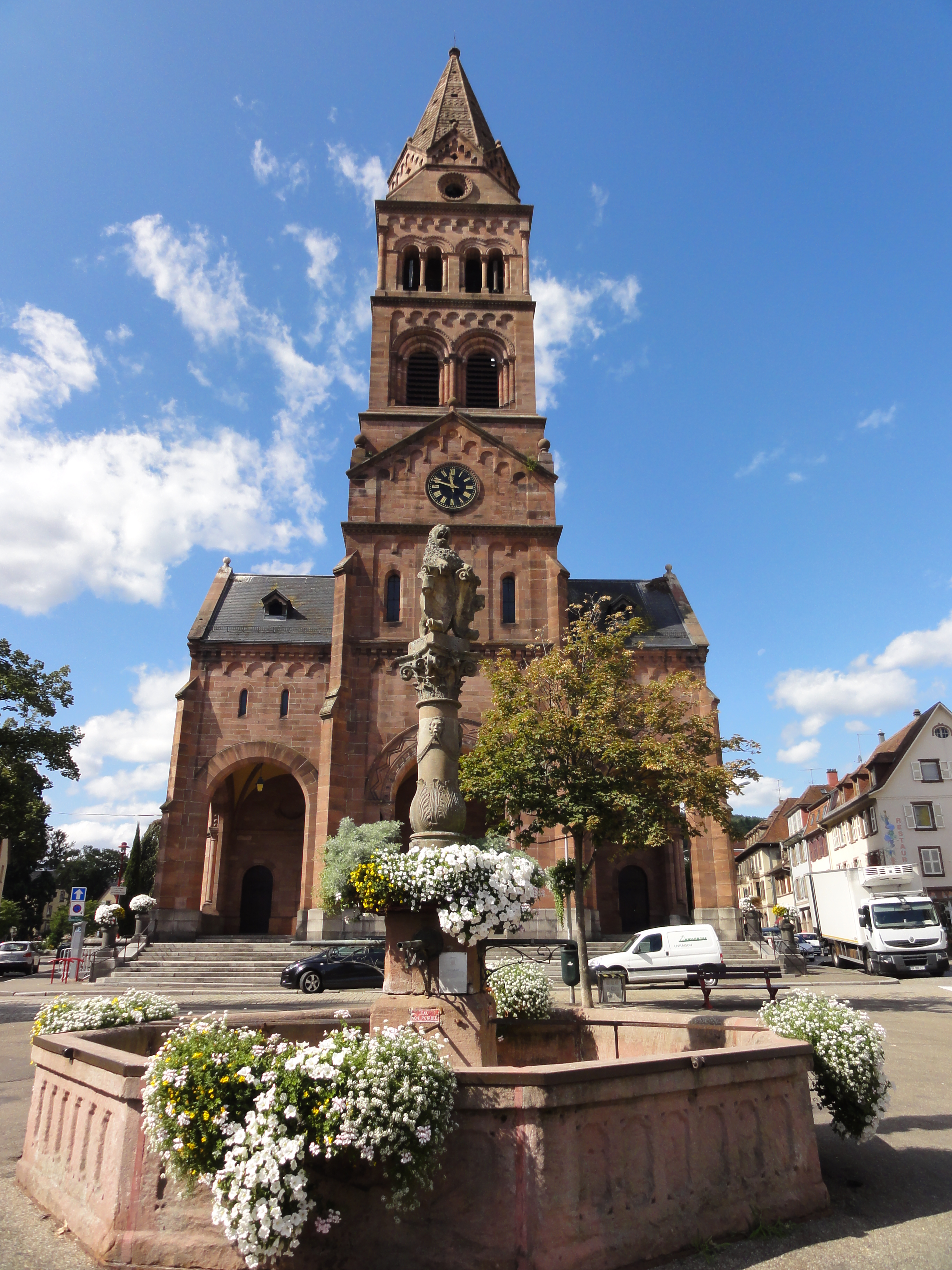
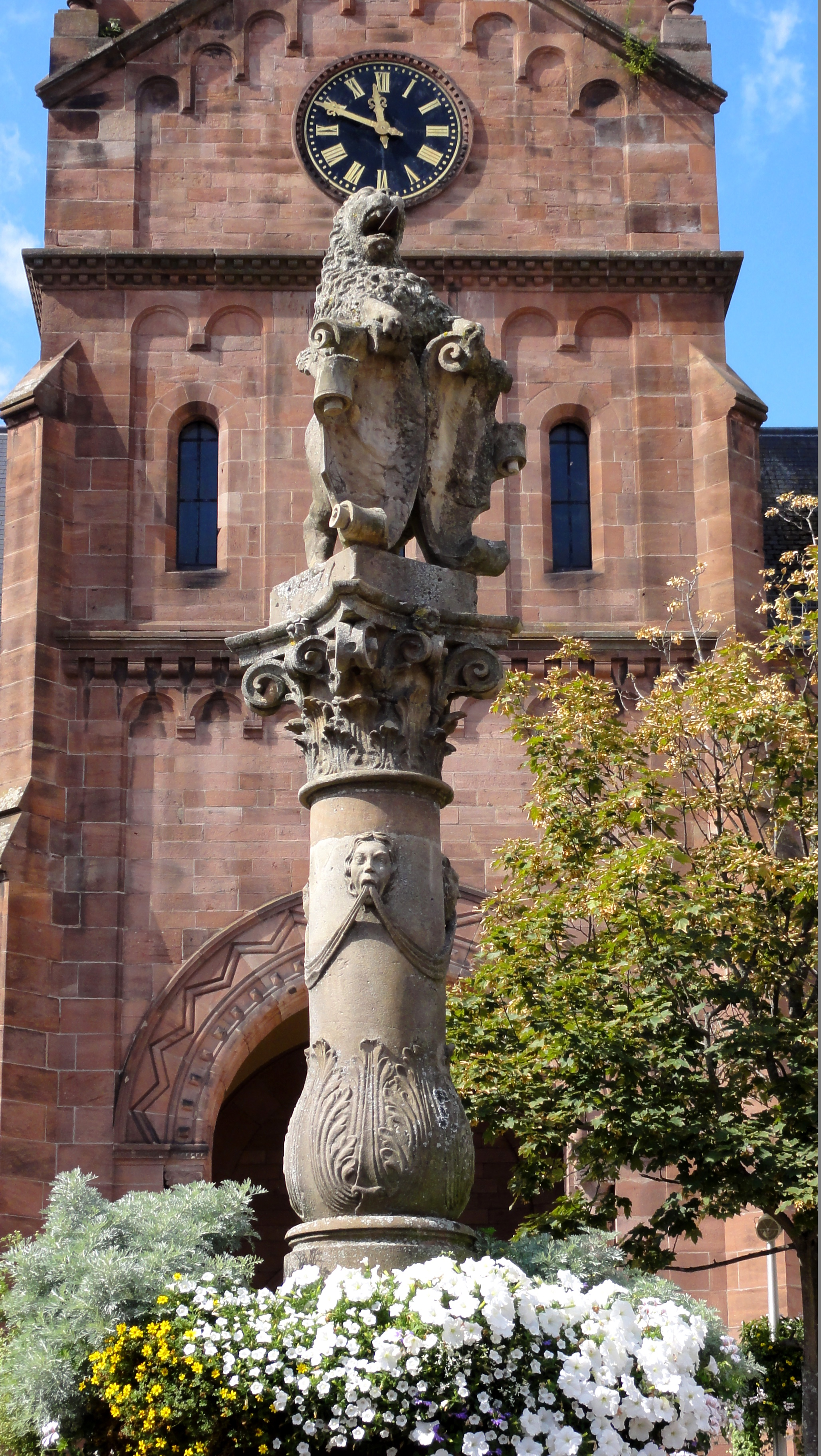
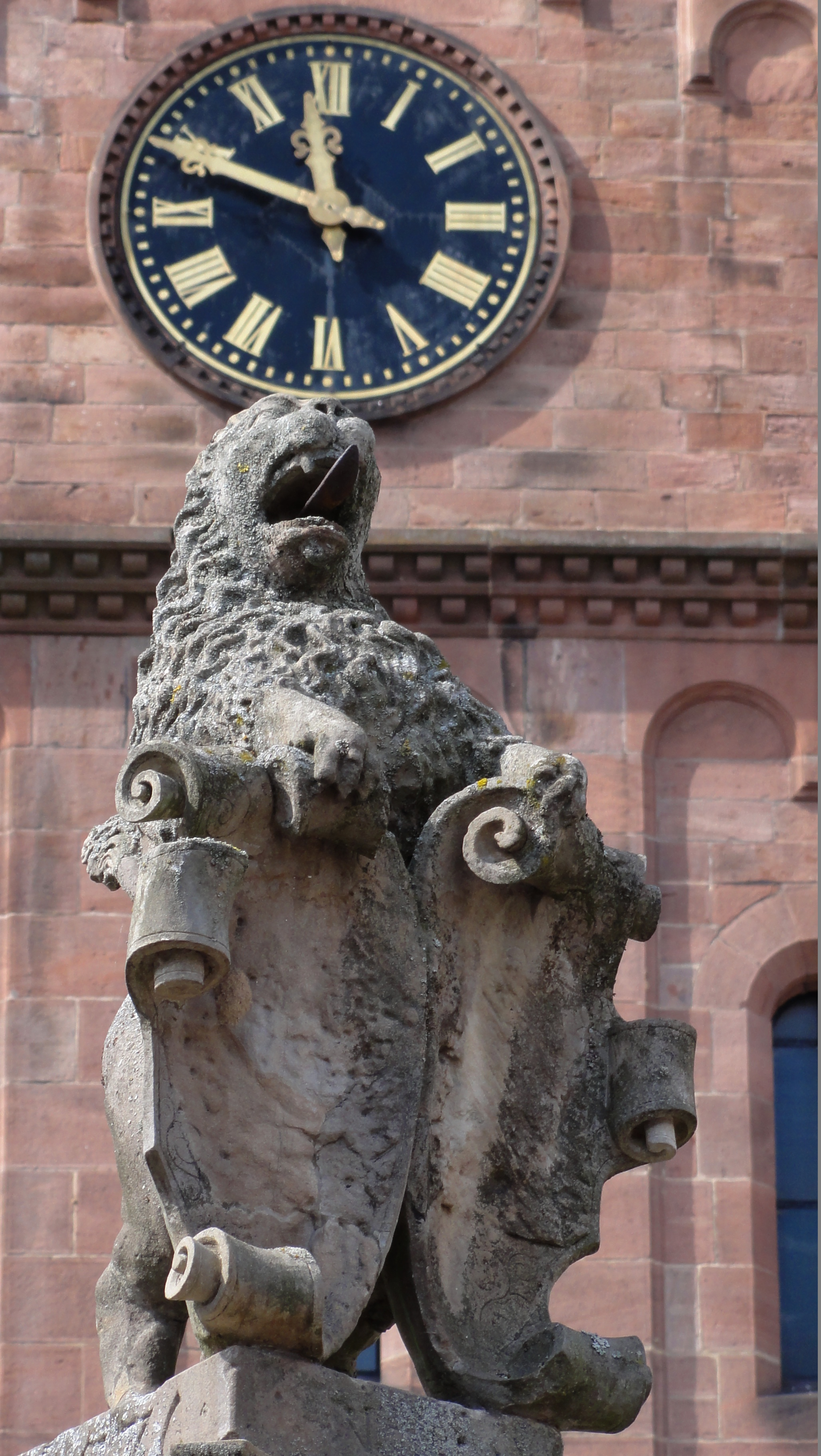